# Atti della Societa Toscana di Scienze Naturali Residente in Pisa, Processi Verbali
Atti della Societa Toscana di Scienze Naturali Residente in Pisa, Processi Verbali (abreviado Atti Soc. Tosc. Sci. Nat. Pisa Processi Verbali) fue una revista ilustrada con descripciones botánicas que fue editada en Pisa. Se publicaron 54 números desde 1878 hasta 1948. Fue precedida y reemplazada por Atti della Società Toscana de Scienze Naturali di Pisa.